# أولاد معزة لحجر (الشلالات)
أولاد معزة لحجر هي إحدى مشيخات المملكة المغربية، تتبع جغرافيا لعمالة المحمدية وإداريًا لالشلالات. يقدر عدد سكانها بـ 7731 نسمة حسب الإحصاء الرسمي للسكان والسكنى لسنة 2004.